# Rozo (Valle del Cauca)
Rozo es un  centro poblado perteneciente al Corregimiento 8 del municipio colombiano de Palmira. Se encuentra comunicado con la cabecera municipal por una carretera de 16 km.
Desde hace varios años existe una propuesta de separar parte del territorio occidental del municipio de Palmira para convertirlo en un nuevo municipio del departamento de Valle del Cauca, el cual tendría como cabecera municipal a Rozo. 